# Flickvän

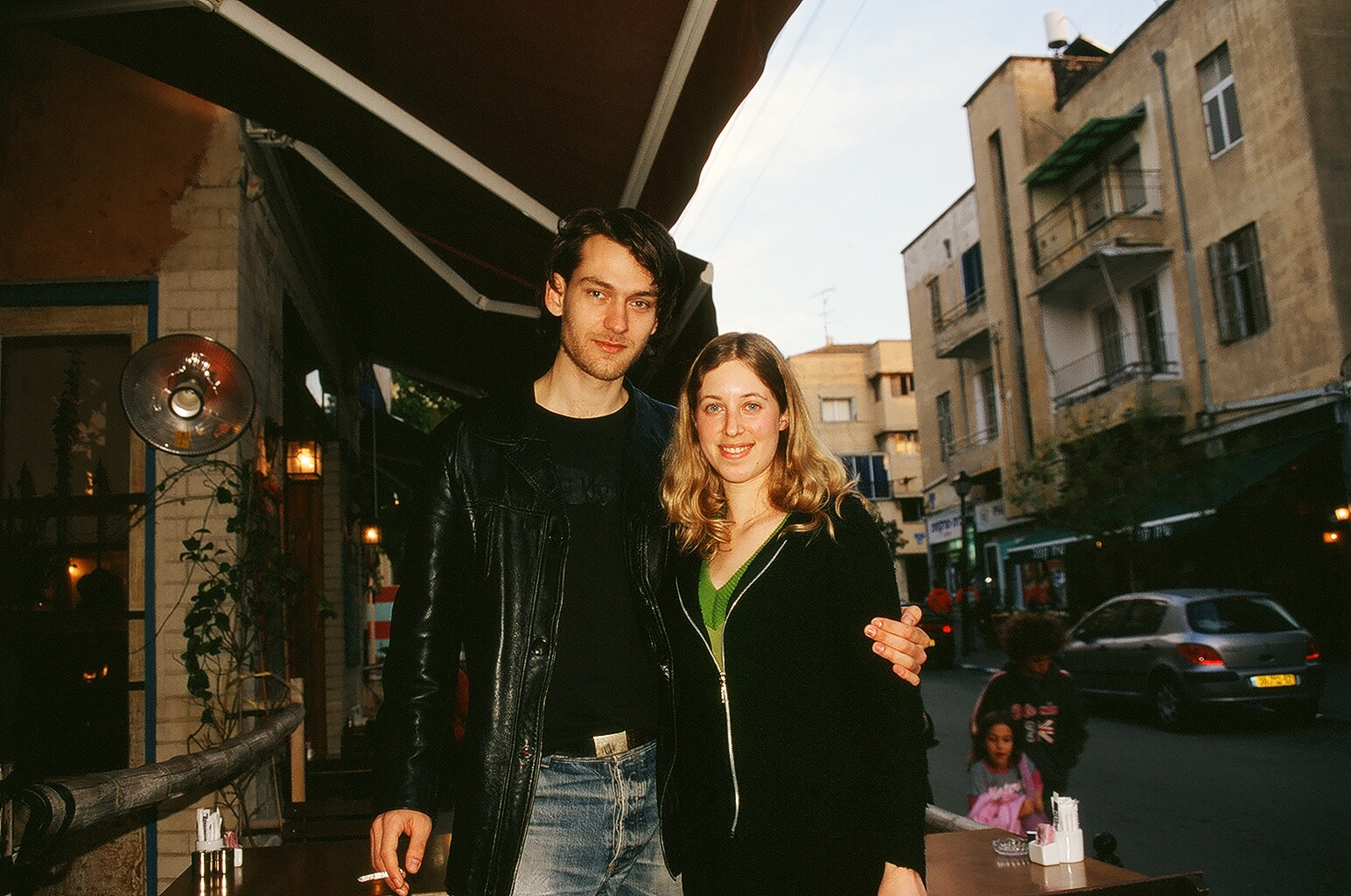
En man med sin flickvän.

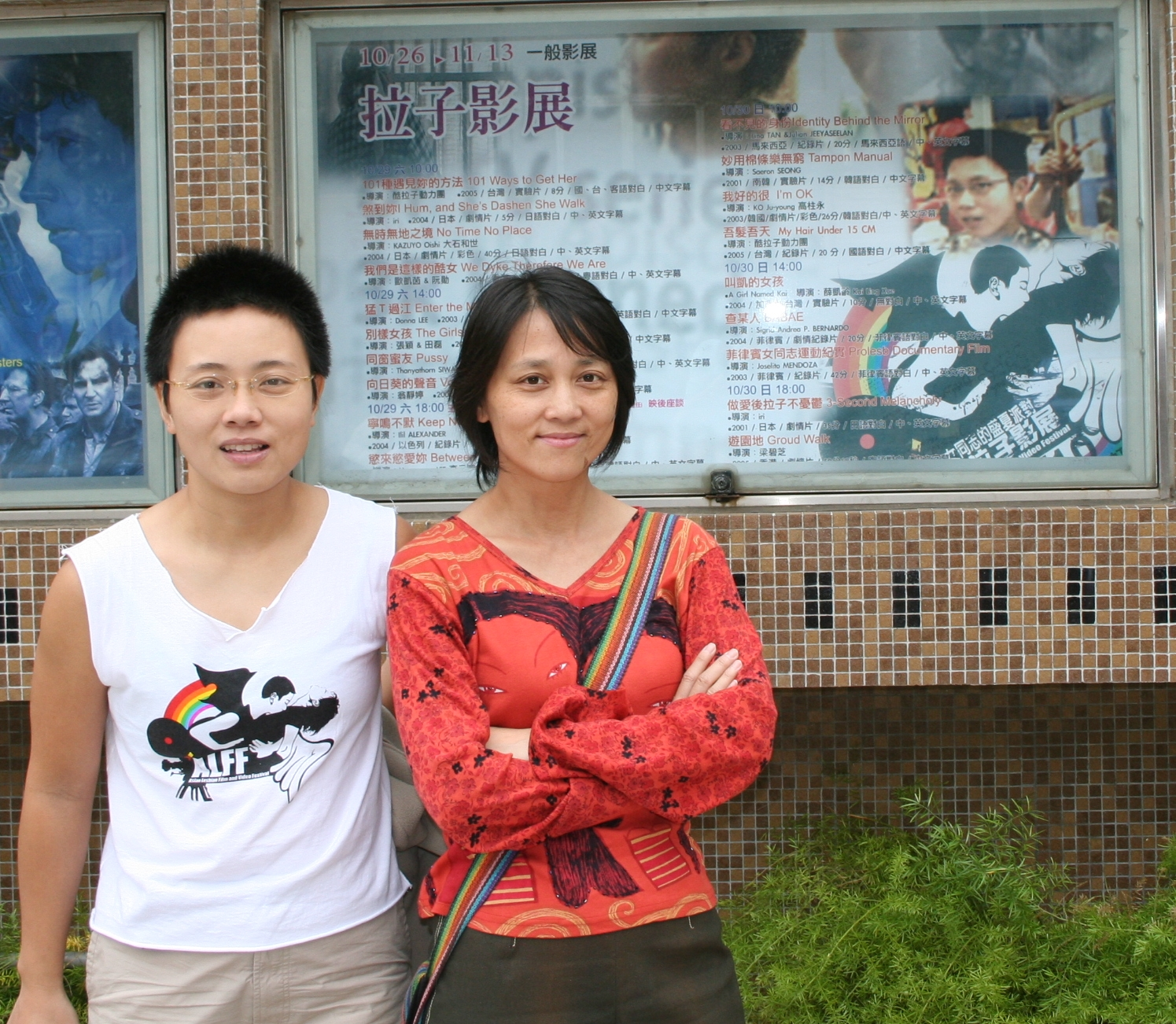
En kvinna med sin flickvän

En flickvän är en kvinna i ett varaktigt förhållande där parterna inte är gifta eller ingått registrerat partnerskap. Om paret har bestämt sig för att gifta sig och således har förlovat sig är den mer formella termen fästmö.
Den manliga motsvarigheten till en flickvän är en pojkvän.
Benämningen flickvän kan också användas för att beskriva en kvinnlig vän, men detta används sparsamt på grund av risken för förväxling; vanligare är då att använda begrepp som väninna eller tjejkompis.
Begreppet flickvän har ursprungligen avsett yngre personer, upp till cirka 30 års ålder, men i och med att synonymen "tjej" används för att beteckna snart sagt alla kvinnor, utom de allra äldsta, används numera ordet flickvän även om damer i medelåldern och till och med något äldre kvinnor.
Ordet "flickvän" är belagt i svenska språket sedan 1865.